# 포크 메탈

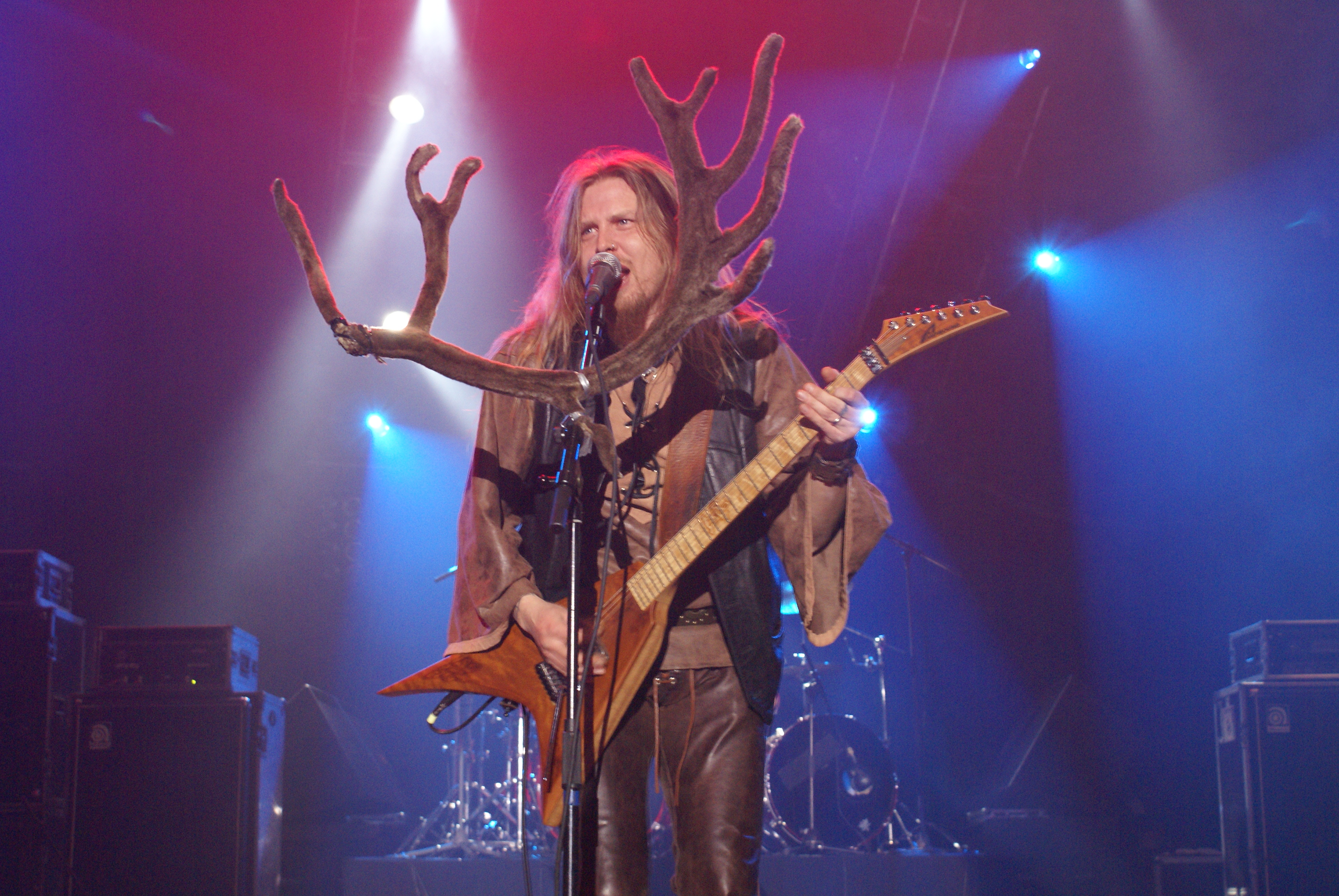

포크 메탈(Folk metal)은 헤비 메탈의 하위 장르 중 하나로, 민속 음악을 도입한 음악을 가리킨다. 1990년대에 유럽에서 발전했다. 이 장르의 가사는 판타지, 신화, 이교, 역사, 자연을 다룬다.

## 같이 보기
- 바이킹 메탈